# Rochesteri Egyetem
A Rochesteri Egyetem (U of R, UR vagy U of Rochester) amerikai magán kutatóegyetem a New York-i Rochesterben.
Az egyetemre nagyjából 11800 tanuló jár. 158 épületében több, mint 200 tárgyat tanítanak. A National Science Foundation információi szerint az egyetem 2020-ban több, mint 397 millió dollárt költött kutatási és fejlesztési célokra, ami a 66. legtöbb volt az országban. 28 ezer munkavállalójával New York északi részének legnagyobb munkaadója és a 7. legnagyobb az egész államban.
A Művészeti, Tudományos és Mérnöki tanszékek a legfontosabbak között vannak. Az Optikai Intézetet 1929-ben alapították, az Eastman Kodak és a Bausch and Lomb segítségével, az első intézményként az országban, ami csak optikával foglalkozott és az Egyesült Államok optikai végzettségeinek felét itt adják. A világ egyik legjobb optikai programjának tartják. A Politikatudomány és Közgazdaságtudományi tanszékeknek az 1960-as évek óta nagy befolyása volt a pozitivista társadalomtudományokra és a világ öt legjobb tanszékei között vannak területükön. A Kémiai tanszék nagy szerepet játszott a szintetikus szerves kémia fejlődésében, itt végezték az első laboratóriumi-alapú morfin-szintézist. A Rossell Hope Robbins Könyvtárban tartanak óangol és középangol iratokat. Az amerikai Energiaügyi Minisztérium támogatásával létrehozták a Lézerenergetikai Laboratóriumot.
Itt található ezek mellett az ország legjobb zenei iskolája, az Eastman Zenei Iskola. A Sibley Zenekönyvtár Észak-Amerika legnagyobb egyetemi zenekönyvtára és az ország harmadik legnagyobb kollekciója itt található.
Az egyetemen tanult 13 Nobel-díjas, 13 Pulitzer-díjas, 45 Grammy-győztes, 20 Guggenheim Társaság-tag, 9 Nemzeti Tudományos Érem-, 4 Nemzeti Technológiai és Innovációs Érem-, 3 Nemzeti Művészeti Érem-, és 3 Nemzeti Humán Érem-kitüntetett. Ezek mellett tanulóikat beválasztották a Tudományos, Mérnöki és Orvosi Nemzeti Akadémiák egyikébe, az Amerikai Művészeti és Tudományos Akadémiába, a Feltalálók Nemzeti Akadémiájába és a Feltalálók Nemzeti Hírességek Csarnokába.

## Története

### Alapítás előtt
A Rochesteri Egyetem eredete egészen a Hamiltoni Első Baptista Egyházig követhető vissza, amit 1796-ban alapítottak. Az egyház létrehozta New York állam Baptista Oktatási Szövetségét, amit 1817-ben átneveztek Hamiltoni Irodalmi és Teológiai Intézetre. Az intézményből született meg a Madison Egyetem és a Rochesteri Egyetem is. Mikor elkezdett eltávolodni csak vallási tanításoktól, létrehoztak egy főiskolai osztályt.
Now York állam 1846-ban adta meg az új főiskolának a működési engedélyt, ekkor kapta a Madison Egyetem nevet. John Wilder és a Baptista Oktatási Szövetség célja az egyetem Rochesterbe költöztetése volt, de jogi okokból ez nem volt kivitelezhető. Erre válaszként egyes diákok, oktatók elhagyták a várost és Rochesterbe költöztek, új egyetem nyitásának céljával.
A Madison Egyetem később a Colgate Egyetem nevet kapta.

### Alapítása
Asahel C. Kendrick görögprofesszor volt egyike azon oktatóknak, akik elhagyták Madison Egyetemet, hogy Rochesterbe költözzenek. Kendrick volt a megbízott elnök, míg meg nem találták az új intézmény első vezetőjét. 1853-ig maradt posztján, mikor Martin Brewer Anderson átvette a helyét.
A Rochesteri Egyetem 1850. január 31-én kapta meg működési engedélyét az államtól, öt éven belül 100 ezer dollárt ígérve az iskolának. John Wilder 10 ezer dollárral járult hozzá az egyetem megalapításához, aminek köszönhetően többen is elkezdtek adományozni az intézménynek.
Ebben a novemberben kezdték meg az oktatást, 60 diákkal, akik közül huszonnyolcan érkeztek a korábbi egyetemről. 1850 és 1862 között a régi United States Hotel épületében működött.

### Huszadik század

#### Koedukáció
Az első nőket 1900-ban vették fel az egyetemre, Susan B. Anthony és Helen Barrett Montgomery aktivistáknak köszönhetően, akikről később épületeket is elneveztek a River campuson. Az 1890-es években több női diák is részt vett órákon és előadásokon vendégekként, de hivatalosan soha nem kaptak lehetőséget tanulásra és eredményeiket se vette fel könyveibe az iskola. David Jayne Hill elnök volt az, aki engedélyt az első női diák, Helen E. Wilkinson felvételére, bár diplomát nem kaphatott. Az 1900-as évben harminchárom nő kezdte meg tanulmányait az egyetemen, Ella S. Wilcoxen szerzett először diplomát, 1901-ben. Az első női oktató Elizabeth Denio volt, aki professor emeritaként vonult nyugdíjba, 1917-ben. 1930-ban a férfi tanulók a River campusra költöztek, míg a női diákok a Prince Streeten maradtak 1955-ig.

#### Az egyetem növekedése
Az egyetem sokat változott, növekedett Benjamin Rush Rhees vezetése alatt (akiről az intézmény legnagyobb könyvtárát is elnevezték), 1900 és 1935 között. Ebben az időszakban George Eastman volt az iskola egyik legnagyobb támogatója, legalább 50 millió dollárt adományozva élete során. Eastman segítségével megnyílt az Eastman Zenei Iskola 1921-ben. 1925-ben John D. Rockefeller, George Eastman és Henry A. Strong családjának támogatásával létrehozták a fogászati és az orvostudományi iskolákat, ebben az évben adták ki az első tudományos fokozatú diplomát is.
A második világháború idején Rochester egyike volt a 131 felsőoktatási intézménynek, ami részt vett a V–12 programban, aminek célja az volt, hogy kiképezzen diákokat, akik haditengerész tisztek lettek tanulmányaik befejeztével. 1942-ben az egyetemet meghívták, hogy csatlakozzon az Amerikai Egyetemek Szövetségéhez társ-, majd 1944-ben teljes jogú tagként. 1955-ben a női és a férfi főiskolákat egyesítették a River Campuson. 1958-ban létrehozták a mérnöki, az üzletvezetési és az oktatási karokat.

## Elnökök
| Név                    | Időszak   | Szak         |
| ---------------------- | --------- | ------------ |
| Asahel C. Kendrick     | 1850–1853 | Görög        |
| Martin Brewer Anderson | 1853–1888 | Teológia     |
| David Jayne Hill       | 1889–1896 | Diplomácia   |
| Samuel Allan Lattimore | 1896–1898 | Kémia        |
| Henry Fairfield Burton | 1898–1900 | Latin        |
| Benjamin Rush Rhees    | 1900–1935 | Teológia     |
| Alan Valentine         | 1935–1950 | Anglia       |
| Cornelis de Kiewiet    | 1951–1961 | Történelem   |
| W. Allen Wallis        | 1962–1975 | Közgazdaság  |
| Robert Sproull         | 1975–1984 | Fizika       |
| G. Dennis O'Brien      | 1984–1994 | Filozófia    |
| Thomas H. Jackson      | 1994–2005 | Jog          |
| Joel Seligman          | 2005–2018 | Jog          |
| Richard Feldman        | 2018–2019 | Filozófia    |
| Sarah C. Mangelsdorf   | 2019–     | Pszichológia |

## Statisztikák

### Tanulók
| 2023-ban induló osztályok                  | 2023-ban induló osztályok |
| ------------------------------------------ | ------------------------- |
| Felvételi százalék                         | 36,0%                     |
| Tanulók, akik elfogadják a felvételt       | 19,2%                     |
| Teszteredmények (interkvartilis tartomány) |                           |
| SAT                                        | 1330–1500                 |
| ACT                                        | 32–35                     |

### Ranglisták
| Tanulmányi ranglisták              | Tanulmányi ranglisták |
| Országos                           | Országos              |
| ---------------------------------- | --------------------- |
| Forbes 2024                        | 91                    |
| THE / WSJ 2024                     | 43                    |
| U.S. News & World Report 2025      | 44                    |
| Washington Monthly 2021            | 45                    |
| Világszerte                        |                       |
| ARWU 2024                          | 151–200               |
| QS 2024                            | 224                   |
| Times Higher Education 2025        | 127                   |
| U.S. News & World Report 2024–2025 | 199                   |

| USNWR-rang (másoddiplomás képzés) | USNWR-rang (másoddiplomás képzés) |
| --------------------------------- | --------------------------------- |
| Üzletvezetési kar                 | 33                                |
| Mérnöki kar                       | 45                                |
| Orvoslás: Ellátás                 | 26                                |
| Orvoslás: Kutatás                 | 37                                |
| Ápolás: Doktor                    | 27                                |
| Ápolás: Mester                    | 21                                |

| USNWR-rang (tanszék-rangok) | USNWR-rang (tanszék-rangok) |
| --------------------------- | --------------------------- |
| Biológiai tudományok        | 80                          |
| Kémia                       | 55                          |
| Klinikai pszichológia       | 56                          |
| Számítástechnikai tudomány  | 55                          |
| Földtudományok              | 81                          |
| Közgazdaság                 | 27                          |
| Angol                       | 73                          |
| Történelem                  | 67                          |
| Matematika                  | 79                          |
| Fizika                      | 41                          |
| Politikatudomány            | 19                          |
| Pszichológia                | 62                          |
| Közegézségügy               | 63                          |
| Statisztika                 | 49                          |

## Tandíjak
Az egyetem általános tandíja a 2024–2025-ös tanévre 65 870 dollár, amihez hozzáadnak 1254 dollárnyi „kötelező díjakat” is. Ezek mellett a campuson élő diákok 11 820 dollárt fizetnek lakhatásukért. Az egyetem számításai szerint egy tanév diákjainak közel 90 ezer dollárba kerül.

## Sport
Az egyetem sportcsapatainak a neve Rochester Yellowjackets, összesen huszonhárom csapatból áll. A sportágak, amelyekben sportolói részt vesznek: baseball, kosárlabda, terepfutás, amerikai futball, golf, labdarúgás, fallabda, úszás és műugrás, tenisz, atlétika, gyeplabda, lacrosse, evezés, illetve röplabda.

## Fontos személyek

### Díjazott személyek

#### Nobel-díjasok
| Név                      | Diploma éve       | Díjak/Pozíciók                                                                     | For.   |
| ------------------------ | ----------------- | ---------------------------------------------------------------------------------- | ------ |
| Harvey J. Alter          | 1956; MD 1960     | 2020-as fiziológiai és orvostudományi Nobel-díj                                    | [ 31 ] |
| Steven Chu               | 1970              | 1997-es fizikai Nobel-díj, az Amerikai Egyesült Államok 12. energiaügyi minisztere | [ 32 ] |
| Daniel Carleton Gajdusek | 1943              | 1976-os fiziológiai és orvostudományi Nobel-díj                                    | [ 33 ] |
| Arthur Kornberg          | MD 1941           | 1959-os fiziológiai és orvostudományi Nobel-díj                                    | [ 34 ] |
| Kosiba Maszatosi         | PhD 1955          | 2002-es fizikai Nobel-díj                                                          | [ 35 ] |
| Donna Strickland         | PhD 1989          | 2018-as fizikai Nobel-díj                                                          | [ 36 ] |
| Richard Thaler           | MA 1970, PhD 1974 | 2017-es közgazdasági Nobel-emlékdíj                                                | [ 37 ] |
| Vincent du Vigneaud      | PhD 1927          | 1955-ös kémiai Nobel-díj                                                           | [ 38 ] |

#### Nemzeti Érem elismerések
| Név                        | Diploma éve       | Leírás                                                                    | For.   |
| -------------------------- | ----------------- | ------------------------------------------------------------------------- | ------ |
| George Abbott              | 1911              | Nemzeti Művészeti Érem, író és rendező                                    | [ 39 ] |
| David A. Berry             | 1967              | Nemzeti Humán Érem, történész                                             | [ 40 ] |
| D. Allan Bromley           | PhD 1952          | Nemzeti Tudományos Érem, fizikus                                          | [ 41 ] |
| Esther M. Conwell          | MS 1945           | Nemzeti Tudományos Érem, kémikus és fizikus                               | [ 42 ] |
| Robert Dicke               | PhD 1939          | Nemzeti Tudományos Érem, asztrofizikus                                    | [ 43 ] |
| Renée Fleming              | MM 1983           | Nemzeti Művészeti Érem, énekes                                            | [ 44 ] |
| Donald Henderson           | MD 1954           | Nemzeti Tudományos Érem, Elnöki Szabadság-érdemrend, járványtani szakértő | [ 45 ] |
| Evelyn Brooks Higginbotham | PhD 1984          | Nemzeti Humán Érem, történész                                             | [ 46 ] |
| James V. Neel              | PhD 1939; MD 1944 | Nemzeti Tudományos Érem, genetikus                                        | [ 47 ] |
| John Prausnitz             | MS 1951           | Nemzeti Tudományos Érem, kémikus                                          | [ 48 ] |
| John Clarke Slater         | 1920              | Nemzeti Tudományos Érem, fizikus                                          | [ 49 ] |
| Alejandro Zaffaroni        | PhD 1949          | Nemzeti Technológiai és Innovációs Érem, biotechnológiai üzletember       | [ 50 ] |

#### A Nemzeti Akadémia tagjai
| Név                       | Diploma éve                 | Leírás | For.            |
| ------------------------- | --------------------------- | --- | --------------- |
| Girish Agarwal            | PhD 1969                    | Royal Society, fizikus | [ 51 ]          |
| Michelle Albert           | MD 1994                     | Orvostudományi Nemzeti Akadémia, orvos | [ 52 ] [ 53 ]   |
| John Aldrich              | PhD 1975                    | Amerikai Művészeti és Tudományos Akadémia, politikatudós                                                                                                | [ 54 ]          |
| David Amaral              | PhD 1977                    | Orvostudományi Nemzeti Akadémia, pszichiáter | [ 55 ] [ 56 ]   |
| Dominick Argento          | DMA 1958                    | Amerikai Művészeti és Irodalmi Akadémia, zeneszerző, Pulitzer-díjas                                                                                     | [ 57 ]          |
| Linda Birnbaum            | 1967                        | Orvostudományi Nemzeti Akadémia, mikrobiológus | [ 58 ] [ 59 ]   |
| E. Sandra Byers           | 1973                        | Kanadai Tudományos Akadémia, pszichológus és szexológus                                                                                                 | [ 60 ]          |
| Laura Carstensen          | 1978                        | Orvostudományi Nemzeti Akadémia, pszichológus | [ 61 ]          |
| Daniel Diermeier          | PhD 1995                    | Amerikai Művészeti és Tudományos Akadémia, politikatudós, a Vanderbilt Egyetem 9. kancellárja                                                           | [ 62 ]          |
| Robert S. Edgar           | PhD 1957                    | Nemzeti Tudományos Akadémia, Amerikai Művészeti és Tudományos Akadémia, genetikus                                                                       | [ 63 ]          |
| Stephen Fantone           | PhD 1979                    | Nemzeti Mérnöki Akadémia, optikai mérnök | [ 64 ]          |
| Timothy Feddersen         | PhD 1993                    | Amerikai Művészeti és Tudományos Akadémia, politikatudós                                                                                                | [ 65 ] [ 66 ]   |
| Clement Finch             | MD 1941                     | Nemzeti Tudományos Akadémia, Amerikai Művészeti és Tudományos Akadémia, hematológus                                                                     | [ 67 ] [ 68 ]   |
| Morris Fiorina            | PhD 1972                    | Nemzeti Tudományos Akadémia, Amerikai Művészeti és Tudományos Akadémia, politikatudós                                                                   | [ 69 ]          |
| Robert Fogelin            | 1955                        | Amerikai Művészeti és Tudományos Akadémia, filozófus | [ 70 ] [ 71 ]   |
| Gilles Fontaine           | PhD 1974                    | Kanadai Tudományos Akadémia, csillagász | [ 72 ]          |
| Kenneth French            | MBA 1978, MS 1981, PhD 1983 | Amerikai Művészeti és Tudományos Akadémia, közgazdász                                                                                                   | [ 73 ]          |
| Grove Karl Gilbert        | 1862                        | Nemzeti Tudományos Akadémia, Amerikai Művészeti és Tudományos Akadémia, geológus, az Amerikai Egyesült Államok Geológiai Felmérésének első főgeológusa  | [ 74 ]          |
| Robert Gomer              | PhD 1949                    | Nemzeti Tudományos Akadémia, Amerikai Művészeti és Tudományos Akadémia, kémikus és fizikus                                                              | [ 75 ]          |
| Amit Goyal                | MS 1988, PhD 1991           | Nemzeti Mérnöki Akadémia, mérnök | [ 76 ]          |
| Jerry Green               | 1967, PhD 1970              | Amerikai Művészeti és Tudományos Akadémia, közgazdász                                                                                                   | [ 77 ]          |
| Jane Guyer                | PhD 1972                    | Nemzeti Tudományos Akadémia, Amerikai Művészeti és Tudományos Akadémia, antropológus                                                                    | [ 78 ] [ 79 ]   |
| N. Katherine Hayles       | PhD 1977                    | Amerikai Művészeti és Tudományos Akadémia, irodalomtudós                                                                                                | [ 80 ]          |
| Susan Hockfield           | 1973                        | Amerikai Művészeti és Tudományos Akadémia, neurológus, az MIT 16. elnöke                                                                                | [ 81 ] [ 82 ]   |
| John D. Huber             | PhD 1991                    | Amerikai Művészeti és Tudományos Akadémia, politikatudós                                                                                                | [ 65 ] [ 83 ]   |
| Peter van Inwagen         | PhD 1969                    | Amerikai Művészeti és Tudományos Akadémia, filozófus | [ 84 ]          |
| Gregory Kealey            | PhD 1978                    | Kanadai Tudományos Akadémia, történész | [ 85 ] [ 86 ]   |
| David T. Kearns           | 1952                        | Amerikai Művészeti és Tudományos Akadémia, az Amerikai Egyesült Államok 1. helyettes oktatási minisztere, a Xerox elnöke és vezérigazgatója             | [ 87 ]          |
| Young-Kee Kim             | PhD 1990                    | Nemzeti Tudományos Akadémia, Amerikai Művészeti és Tudományos Akadémia, fizikus                                                                         | [ 88 ]          |
| H. Jeff Kimble            | PhD 1977                    | Nemzeti Tudományos Akadémia, fizikus | [ 89 ]          |
| Galway Kinnell            | MA 1949                     | Amerikai Művészeti és Irodalmi Akadémia, Amerikai Művészeti és Tudományos Akadémia, költő, MacArthur Fellow, Pulitzer-díjas és Nemzeti Könyvdíj-győztes | [ 90 ] [ 91 ]   |
| Clifford Kubiak           | PhD 1980                    | Amerikai Művészeti és Tudományos Akadémia, kémikus | [ 92 ]          |
| John G. Levi              | 1969                        | Amerikai Művészeti és Tudományos Akadémia, jogász, a Legal Services Corporation elnöke                                                                  | [ 93 ]          |
| Richard Locksley          | MD 1976                     | Nemzeti Tudományos Akadémia, Amerikai Művészeti és Tudományos Akadémia, immunológus                                                                     | [ 94 ]          |
| Jonathan Lunine           | 1980                        | Nemzeti Tudományos Akadémia, csillagász | [ 95 ]          |
| Arthur Lupia              | 1986                        | Amerikai Művészeti és Tudományos Akadémia, politikatudós                                                                                                | [ 96 ] [ 97 ]   |
| Harmit Malik              | PhD 2000                    | Nemzeti Tudományos Akadémia, biológus | [ 98 ]          |
| Ho-Kvang Mao              | PhD 1968                    | Nemzeti Tudományos Akadémia, Royal Society, Kínai Tudományos Akadémia, geofizikus                                                                       | [ 99 ]          |
| Diane Mathis              | PhD 1978                    | Nemzeti Tudományos Akadémia, Amerikai Művészeti és Tudományos Akadémia, hematológus                                                                     | [ 100 ] [ 101 ] |
| Bernadette Mazurek Melnyk | PhD 1992                    | Orvostudományi Nemzeti Akadémia, ápolónő | [ 102 ]         |
| Richard McKelvey          | PhD 1973                    | Nemzeti Tudományos Akadémia, Amerikai Művészeti és Tudományos Akadémia, politikatudós                                                                   | [ 103 ]         |
| Edward Mendelson          | 1966                        | Amerikai Művészeti és Tudományos Akadémia, irodalomtudós                                                                                                | [ 104 ]         |
| Henry Metzger             | 1953                        | Nemzeti Tudományos Akadémia, immunológus | [ 105 ]         |
| Edward D. Miller          | MD 1968                     | Orvostudományi Nemzeti Akadémia, aneszteziológus, a Johns Hopkins Orvostudományi Egyetem dékánja                                                        | [ 106 ] [ 107 ] |
| James D. Morrow           | PhD 1982                    | Amerikai Művészeti és Tudományos Akadémia, politikatudós                                                                                                | [ 108 ]         |
| Carol Nadelson            | MD 1961                     | Amerikai Művészeti és Tudományos Akadémia, pszichiáter                                                                                                  | [ 109 ]         |
| Norman Neureiter          | 1952                        | Amerikai Művészeti és Tudományos Akadémia, tudós és kormánytanácsadó                                                                                    | [ 110 ]         |
| Roger Nicoll              | MD 1968                     | Nemzeti Tudományos Akadémia, Amerikai Művészeti és Tudományos Akadémia, neurológus                                                                      | [ 111 ] [ 112 ] |
| Peter Ordeshook           | PhD 1969                    | Amerikai Művészeti és Tudományos Akadémia, politikatudós                                                                                                | [ 65 ] [ 113 ]  |
| Terence Parsons           | 1961                        | Amerikai Művészeti és Tudományos Akadémia, filozófus | [ 114 ] [ 115 ] |
| James Breck Perkins       | 1867                        | Amerikai Művészeti és Irodalmi Akadémia, történész, az Amerikai Egyesült Államok Képviselőházának tagja New Yorkból                                     | [ 116 ]         |
| Keith T. Poole            | PhD 1978                    | Amerikai Művészeti és Tudományos Akadémia, politikatudós                                                                                                | [ 117 ]         |
| Alan S. Rabson            | 1948                        | Orvostudományi Nemzeti Akadémia, patológus, a National Cancer Institute tagja                                                                           | [ 118 ] [ 119 ] |
| Hermann Rahn              | PhD 1938                    | Nemzeti Tudományos Akadémia, Amerikai Művészeti és Tudományos Akadémia, fiziológus                                                                      | [ 120 ]         |
| Richard Rashid            | MS 1977, PhD 1980           | Nemzeti Mérnöki Akadémia, Amerikai Művészeti és Tudományos Akadémia, számítástechnikus, a Microsoft Research alapítója                                  | [ 121 ]         |
| David Rohde               | PhD 1971                    | Amerikai Művészeti és Tudományos Akadémia, politikatudós                                                                                                | [ 122 ]         |
| Roberta Romano            | 1973                        | Amerikai Művészeti és Tudományos Akadémia, jogtudós | [ 123 ]         |
| Joan Roughgarden          | 1968                        | Amerikai Művészeti és Tudományos Akadémia, biológus és ökológus                                                                                         | [ 124 ]         |
| Ivan Sag                  | 1971                        | Amerikai Művészeti és Tudományos Akadémia, nyelvész és kognitív tudós                                                                                   | [ 125 ]         |
| José Scheinkman           | PhD 1974                    | Nemzeti Tudományos Akadémia, Amerikai Művészeti és Tudományos Akadémia, közgazdász                                                                      | [ 126 ]         |
| Nevin Scrimshaw           | MD 1945                     | Orvostudományi Nemzeti Akadémia, Amerikai Művészeti és Tudományos Akadémia, dietetikus, World Food Prize-győztes                                        | [ 127 ]         |
| John H. Seinfeld          | 1964                        | Nemzeti Tudományos Akadémia, Nemzeti Mérnöki Akadémia, Amerikai Művészeti és Tudományos Akadémia, légkörtudós, Tyler-díjas                              | [ 128 ]         |
| Kenneth Shepsle           | PhD 1970                    | Nemzeti Tudományos Akadémia, Amerikai Művészeti és Tudományos Akadémia, politikatudós                                                                   | [ 129 ]         |
| Kalyan Bidhan Sinha       | PhD 1969                    | Indiai Tudományos Akadémia, Indiai Nemzeti Tudományos Akadémia, matematikus                                                                             | [ 130 ]         |
| Hugo F. Sonnenschein      | 1961                        | Nemzeti Tudományos Akadémia, Amerikai Művészeti és Tudományos Akadémia, közgazdász, a Chicagói Egyetem 11. elnöke                                       | [ 131 ]         |
| Gary Starkweather         | MS 1966                     | Nemzeti Mérnöki Akadémia, mérnök, lézernyomtató feltalálója, a Feltalálók Nemzeti Hírességek Csarnokának tagja                                          | [ 132 ]         |
| Franklin Stahl            | PhD 1956                    | Nemzeti Tudományos Akadémia, Amerikai Művészeti és Tudományos Akadémia, molekuláris biológus, MacArthur Fellow                                          | [ 133 ]         |
| Frank Stillinger          | 1955                        | Nemzeti Tudományos Akadémia, kémikus | [ 134 ]         |
| Patricia Stone            | PhD 1997                    | Orvostudományi Nemzeti Akadémia, ápolónő | [ 135 ] [ 136 ] |
| Paul E. Turner            | 1988                        | Nemzeti Tudományos Akadémia, Amerikai Művészeti és Tudományos Akadémia, biológus és virológus                                                           | [ 137 ]         |
| Tener Goodwin Veenema     | MS 1992, MPH 1999, PhD 2001 | Orvostudományi Nemzeti Akadémia, közegészségügyi tudós                                                                                                  | [ 138 ] [ 139 ] |
| George Walker             | DMA 1956                    | Amerikai Művészeti és Irodalmi Akadémia, zeneszerző, Pulitzer-díjas                                                                                     | [ 140 ]         |
| Ian Walmsley              | PhD 1986                    | Royal Society, optikai fizikus, az Imperial College London igazgatója                                                                                   | [ 141 ]         |
| Robert Ward               | 1939                        | Amerikai Művészeti és Irodalmi Akadémia, zeneszerző, Pulitzer-díjas                                                                                     | [ 57 ] [ 142 ]  |
| Nils Yngve Wessell        | PhD 1938                    | Amerikai Művészeti és Tudományos Akadémia, pszichológus, a Tufts Egyetem 8. elnöke                                                                      | [ 143 ]         |
| Robert H. Wiebe           | PhD 1957                    | Amerikai Művészeti és Tudományos Akadémia, történész | [ 144 ] [ 145 ] |
| James C. Wyant            | PhD 1969                    | Nemzeti Mérnöki Akadémia, optikai tudós, az Arizonai Optikatudományi Egyetem 1. dékánja                                                                 | [ 146 ]         |
| Herbert York              | BS, MS 1942                 | Amerikai Művészeti és Tudományos Akadémia, magfizikus, a Kaliforniai Egyetem (San Diego) első kancellárja, a DARPA 1. főtudósa                          | [ 147 ] [ 148 ] |
| Muhammad Suhail Zubairy   | PhD 1978                    | Pakisztáni Tudományos Akadémia, optikai fizikus | [ 149 ]         |

#### Művészek
| Név                  | Diploma éve    | Leírás                                    | For.    |
| -------------------- | -------------- | ----------------------------------------- | ------- |
| Jeff Beal            | 1985           | zeneszerző, Emmy-díjas                    | [ 150 ] |
| Doug Besterman       | 1985           | hangszerelő, Tony-díjas                   | [ 151 ] |
| Ron Carter           | 1959           | dzsessz-zenész, Grammy-díjas              | [ 152 ] |
| Alexander Courage    | 1941           | zeneszerző, Emmy-díjas                    | [ 153 ] |
| William Dooley       | 1954           | énekes                                    | [ 154 ] |
| Frederick Fennell    | 1937, MA 1939  | karmester                                 | [ 155 ] |
| Joseph Fennimore     | 1962           | zeneszerző                                | [ 156 ] |
| Robert Forster       | 1964           | színész                                   | [ 157 ] |
| Steve Gadd           | 1968           | dobos                                     | [ 158 ] |
| Anthony Dean Griffey | MM 2001        | énekes, Grammy-díjas                      | [ 159 ] |
| Michael Kanfer       | 1980           | VFX-művész, Oscar-díjas                   | [ 160 ] |
| Emil J. Kang         | 1990           | művészi adminisztrátor                    | [ 161 ] |
| Ulysses Kay          | MM 1940        | zeneszerző                                | [ 162 ] |
| Naomie Kremer        | 1975           | vizuális művész                           | [ 163 ] |
| John La Montaine     | 1942           | zeneszerző, Pulitzer-díjas                | [ 57 ]  |
| Tony Levin           | 1968           | basszusgitáros                            | [ 164 ] |
| Bob Ludwig           | 1966, MM 2001  | maszterelő hangmérnök, Grammy-díjas       | [ 165 ] |
| Chuck Mangione       | 1963           | dzsessz-zenész, Grammy-díjas              | [ 166 ] |
| Erin Morley          | 2002           | énekes, Grammy-díjas                      | [ 167 ] |
| Kevin Puts           | 1994, DMA 1999 | zeneszerző, Pulitzer-díjas                | [ 57 ]  |
| Lance Reddick        | 1984           | színész és zenész                         | [ 168 ] |
| Debra Jo Rupp        | 1974           | színész                                   | [ 169 ] |
| Maria Schneider      | MM 1985        | zeneszerző és karmester, Grammy-díjas     | [ 170 ] |
| Charles Strouse      | 1947           | zeneszerző, Grammy-, Emmy-, és Tony-díjas | [ 171 ] |
| William Warfield     | 1942, MM 1946  | énekes és színész, Grammy-díjas           | [ 172 ] |

### Politikusok

#### Államfők
| Név                 | Diploma éve | Pozíció                                          | For.    |
| ------------------- | ----------- | ------------------------------------------------ | ------- |
| Csang Dehvan        | 1974        | Dél-Korea megbízott miniszterelnöke (2002)       | [ 173 ] |
| Elwell Stephen Otis | 1858        | A Fülöp-szigetek 2. amerikai katonai kormányzója | [ 174 ] |

#### Az Egyesült Államok Kongresszusának tagjai
| Név                 | Diploma éve | Pozíciók | For.    |
| ------------------- | ----------- | --- | ------- |
| Jacob Sloat Fassett | 1875        | Az Amerikai Egyesült Államok Képviselőházának tagja New York államból | [ 175 ] |
| Kenneth Keating     | 1919        | Az Amerikai Egyesült Államok szenátora, az Amerikai Egyesült Államok Képviselőházának tagja New York államból, az Amerikai Egyesült Államok nagykövete Indiába és Izraelbe | [ 176 ] |
| Chris Lee           | 1987        | Az Amerikai Egyesült Államok Képviselőházának tagja New York államból | [ 177 ] |
| James M.E. O’Grady  | 1885        | Az Amerikai Egyesült Államok Képviselőházának tagja New York államból, a New York-i Államgyűlés házelnöke                                                                  | [ 178 ] |
| Sereno E. Payne     | 1864        | Az Amerikai Egyesült Államok Képviselőházának első többségi vezetője | [ 179 ] |
| Samuel S. Stratton  | 1937        | Az Amerikai Egyesült Államok Képviselőházának tagja New York államból, Schenectady (New York) polgármestere                                                                | [ 180 ] |

#### Nagykövetek
| Név               | Diploma éve | Pozíciók                                                   | For.    |
| ----------------- | ----------- | ---------------------------------------------------------- | ------- |
| Gene Cretz        | 1972        | Az Amerikai Egyesült Államok nagykövete Ghánába és Líbiába | [ 181 ] |
| Lisa J. Peterson  | 1986        | Az Amerikai Egyesült Államok nagykövete Szváziföldre       | [ 182 ] |
| Robert A. Sherman | 1975        | Az Amerikai Egyesült Államok nagykövete Portugáliába       | [ 183 ] |
| George F. Ward    | 1965        | Az Amerikai Egyesült Államok nagykövete Namíbiába          | [ 184 ] |

#### Szövetségi tisztviselők az Egyesült Államokban
| Név                       | Diploma éve        | Pozíciók                                                                                          | For.    |
| ------------------------- | ------------------ | ------------------------------------------------------------------------------------------------- | ------- |
| Michael P. Allen          | 1989               | Az Egyesült Államok Veteránügyi Fellebbviteli Bíróságának bírója                                  | [ 185 ] |
| Robert H. Conn            | MS 1962            | Az Amerikai Haditengerészet helyettes minisztere                                                  | [ 186 ] |
| W. Scott Gould            | MBA 1985, EdD 1987 | Az Egyesült Államok helyettes veteránügyi minisztere                                              | [ 187 ] |
| Charles G. Groat          | 1962               | az Amerikai Egyesült Államok Geológiai Felmérésének 13. igazgatója                                | [ 188 ] |
| Heather Higginbottom      | 1994               | Az Amerikai Egyesült Államok helyettes külügyminisztere                                           | [ 189 ] |
| Lewis A. Kaplan           | 1966               | New York Déli Kerületi Bíróságának bírája                                                         | [ 190 ] |
| Robert Khuzami            | 1979               | Az Egyesült Államok helyettes ügyésze New York Déli Kerületi Bíróságán                            | [ 191 ] |
| John Knight               | 1893               | Az Egyesült Államok főbírója New York Nyugati Kerületi Bíróságán                                  | [ 192 ] |
| Lawrence Kudlow           | 1969               | A Nemzeti Közgazdasági Tanács 12. igazgatója                                                      | [ 193 ] |
| Allison M. Macfarlane     | 1986               | Az Atomenergiát Szabályozó Bizottság elnöke                                                       | [ 194 ] |
| Cathy Minehan             | 1968               | Boston Szövetségi Tartalékbankjának 12. elnöke                                                    | [ 195 ] |
| Michael O’Rielly          | 1993               | A Szövetségi Kommunikációs Bizottság biztosa                                                      | [ 196 ] |
| Jimmie V. Reyna           | 1975               | Az Egyesült Államok Fellebbviteli Bíróságának Szövetségi Kerületi bírója                          | [ 197 ] |
| Harlan Rippey             | 1898               | Az Egyesült Államok bírója New York Nyugati Kerületi Bíróságán                                    | [ 198 ] |
| Brian C. Roseboro         | 1981               | Az Egyesült Államok Pénzügyi Minisztériumának belföldi költségvetési alminisztere                 | [ 199 ] |
| Dan Rosenthal             | 1988               | Az elnök asszisztense, Fehér Ház                                                                  | [ 200 ] |
| Anthony Ryan              | 1985               | Az Egyesült Államok Pénzügyi Minisztériumának belföldi költségvetési alminisztere                 | [ 201 ] |
| Robert D. Sack            | 1960               | Az Egyesült Államok Fellebbviteli Bíróságának Második Körzeti bírója                              | [ 190 ] |
| Graham Steele             | 2002               | Az Egyesült Államok Pénzügyi Minisztériumának Helyettes Minisztere a Pénzügyi Intézmények ügyében | [ 202 ] |
| Michael Telesca           | 1952               | Az Egyesült Államok bírója New York Nyugati Kerületi Bíróságán                                    | [ 203 ] |
| Ellsworth Van Graafeiland | 1937               | Az Egyesült Államok Fellebbviteli Bíróságának Második Körzeti bírója                              | [ 204 ] |
| Donald C. Winter          | 1969               | Az Amerikai Haditengerészet 74. minisztere                                                        | [ 205 ] |

## Galéria
- A Rush Rhees Könyvtár
- Az Orvostudományi és Fogászati Iskola
- A Todd Union épület, ami 1979-ig a diákélet központja volt az egyetemen
- A Burton Hall kollégium
- A Wilson Commons diakközpont
- Az egyetem sportközpontja
- A Wegmans Hall
- A Rhees Könyvtár egyik olvasószobája
- A Genesee-folyó, háttérben a többvallású templommal
- Az egyetem egyik könyvtára karácsony este, 2018-ban
- Az egyetem evezőcsapata edzés közben

- A Susan B. Anthony Emléképület 1920-ban
- A Patrick Barry-ház, ami napjainkban az egyetem része, 1968-ban